# Basketbol'nyj klub Zenit Sankt-Peterburg 2023-2024
Questa voce raccoglie le informazioni riguardanti il Basketbol'nyj klub Zenit Sankt-Peterburg nelle competizioni ufficiali della stagione 2023-2024.

## Stagione
La stagione 2023-2024 del Basketbol'nyj klub Zenit Sankt-Peterburg è la 21ª nel massimo campionato russo di pallacanestro, la VTB United League.

## Roster
Aggiornato al 24 dicembre 2024
| Zenit San Pietroburgo 2023-24 | Zenit San Pietroburgo 2023-24 |
| Giocatori                     | Staff tecnico                 |
| ----------------------------- | ----------------------------- |

| N. | Naz.                                           | Ruolo | Nome              | Anno | Alt.   | Peso   |  |
| -- | ---------------------------------------------- | ----- | ----------------- | ---- | ------ | ------ |  |
| 0  | Stati Uniti (bandiera)                         | P     | Trent Frazier     | 1998 | 188 cm | 79 kg  |  |
| 1  | Stati Uniti (bandiera)                         | AG    | Juwan Morgan      | 1997 | 202 cm | 105 kg |  |
| 3  | Russia (bandiera)                              | G     | Denis Zacharov    | 1993 | 193 cm | 88 kg  |  |
| 4  | Russia (bandiera)                              | P     | Konstantin Ševčuk | 2000 | 190 cm | 82 kg  |  |
| 5  | Russia (bandiera)                              | PG    | Timofej Gerasimov | 1997 | 197 cm | 90 kg  |  |
| 7  | Russia (bandiera)                              | AP    | Sergej Karasëv    | 1993 | 201 cm | 95 kg  |  |
| 8  | Russia (bandiera)                              | AP    | Igor' Vol'chin    | 1997 | 199 cm | 88 kg  |  |
| 11 | Russia (bandiera)                              | G     | Georgij Žbanov    | 1997 | 197 cm | 95 kg  |  |
| 12 | Russia (bandiera)                              | C     | Artëm Klimenko    | 1994 | 214 cm | 114 kg |  |
| 13 | Francia (bandiera)                             | P     | Thomas Heurtel    | 1989 | 189 cm | 82 kg  |  |
| 14 | Montenegro (bandiera)                          | C     | Bojan Dubljević   | 1991 | 205 cm | 109 kg |  |
| 17 | Russia (bandiera)                              | AP    | Pavel Zemskij     | 2004 | 202 cm | 79 kg  |  |
| 18 | Francia (bandiera)                             | AG    | Adrien Moerman    | 1988 | 203 cm | 108 kg |  |
| 20 | Russia (bandiera)                              | AG    | Andrej Zubkov (C) | 1991 | 206 cm | 100 kg |  |
| 21 | Russia (bandiera)                              | AG    | Sergej Toropov    | 1989 | 205 cm | 99 kg  |  |
| 24 | Stati Uniti (bandiera) · Slovacchia (bandiera) | G     | Kyle Kuric        | 1989 | 193 cm | 87 kg  |  |
| 25 | Stati Uniti (bandiera)                         | C     | Josh Carlton      | 1999 | 208 cm | 111 kg |  |
| 32 | Stati Uniti (bandiera)                         | C     | Vince Hunter      | 1994 | 203 cm | 96 kg  |  |
| 58 | Russia (bandiera)                              | C     | Egor Ryžov        | 2004 | 209 cm | 86 kg  |  |

| Allenatore |
| - Xavier Pascual |
| Assistente/i |
| - Adamantios Panagiōtopoulos - Maksim Učajkin - Íñigo Zorzano Legenda - (C) Capitano - (IN) Inattivo - Infortunato Roster |

## Mercato

### Sessione estiva
| Acquisti | Acquisti          | Acquisti           | Acquisti   | Acquisti |
| R.a      | Nome              | da                 | Modalità   |          |
| -------- | ----------------- | ------------------ | ---------- | -------- |
| PG       | Timofej Gerasimov | Enisey Krasnojarsk | svincolato |          |
| G        | Kyle Kuric        | Barcellona         | svincolato |          |
| G        | Georgij Žbanov    | UNICS Kazan'       | svincolato |          |
| C        | Bojan Dubljević   | Valencia           | svincolato |          |
| C        | Vince Hunter      | UNICS Kazan'       | svincolato |          |

| Cessioni | Cessioni        | Cessioni           | Cessioni       | Cessioni |
| R.       | Nome            | a                  | Modalità       |          |
| -------- | --------------- | ------------------ | -------------- | -------- |
| P        | Andrej Toptunov | Enisey Krasnojarsk | fine contratto |          |
| G        | Vitalij Fridzon | Free agent         | fine contratto |          |
| G        | Dmitrij Kulagin | UNICS Kazan'       | fine contratto |          |
| G        | Egor Vjal'cev   | Moskovskij         | fine contratto |          |
| GA       | Caleb Homesley  | Tofaş Bursa        | fine contratto |          |
| A        | Sergej Monja    |                    | ritirato       |          |
| AG       | Royce Hamm      | Astana             | fine contratto |          |
| AC       | Trey Thompkins  | Free agent         | fine contratto |          |

### Dopo l'inizio della stagione
| Acquisti | Acquisti     | Acquisti    | Acquisti       | Acquisti   |
| R.       | Nome         | da          | Data           | Modalità   |
| -------- | ------------ | ----------- | -------------- | ---------- |
| AG       | Juwan Morgan | Runa Mosca  | 12 aprile 2024 | svincolato |
| C        | Josh Carlton | Darüşşafaka | 13 aprile 2024 | svincolato |

| Cessioni | Cessioni       | Cessioni   | Cessioni       | Cessioni    |
| R.       | Nome           | a          | Data           | Modalità    |
| -------- | -------------- | ---------- | -------------- | ----------- |
| AG       | Adrien Moerman | Free agent | 12 aprile 2024 | rescissione |